# الکساندر پتراکوف
الکساندر پتراکوف (اوکراینی: Олександр Васильович Петраков ; متولد ۶ اوت ۱۹۵۷) یک مربی فوتبال حرفه‌ای اوکراینی است که قبلاً به عنوان مدافع بازی می‌کرد. وی هم اکنون مربی‌گری تیم ملی فوتبال ارمنستان را برعهده دارد.

## حرفه

### بازیکن
پتراکوف که در کیف متولد شد، محصول سیستم مدرسه ورزشی جوانان دیناموکیف محلی است. او برای لوکوموتیو وینیتسیا (۱۹۷۶–۱۹۷۸)، اسکا کیف (۱۹۷۸–۱۹۷۹)، دنیپرو چرکاسی (۱۹۷۹–۱۹۸۰)، آوانارد ریونه (۱۹۸۱–۱۹۸۲)، کولوس نیکوپول (۱۹۸۳–۱۹۸۴)، تیم هونگ ونگ (YGV) بوداپست (۱۹۸۳–۱۹۸۴) بازی کرد. -۱۹۹۰).

### سرمربیگری
در دوران مربیگری او عبارت بودند از: بودینیک ایوانکیف (۱۹۹۱–۱۹۹۳، سرمربی)، تورپدو زاپوریژژیا (۱۹۹۳–۱۹۹۴، کمک مربی)، زسکا-۲ کیف (۱۹۹۶–۱۹۹۸، کمک مربی؛ ۱۹۹۸–۱۹۹۹، سرمربی)، اسپارتاک. سومی (۲۰۰۰–۲۰۰۱، سرمربی)، FC Vinnytsia (2001، سرمربی)، دینامو کیف (۲۰۰۱–۲۰۰۵)، RVUFC کیف (۲۰۰۶–۲۰۱۰)، تیم‌های مختلف جوانان اوکراین (۲۰۱۰–۲۰۲۱)، قهرمانی در جام جهانی فوتبال زیر ۲۰ سال ۲۰۱۹ زمانی که تیمش در فینال کره جنوبی را ۳–۱ شکست داد.
پتراکوف از مارس ۲۰۱۴ دارای مجوز یوفا پرو است.
در ۱۷ اوت ۲۰۲۱ پتراکوف به عنوان سرپرست تیم ملی فوتبال اوکراین برای چرخه مقدماتی جام جهانی فوتبال ۲۰۲۲ منصوب شد.